# Joseph R. McLaughlin
Joseph R. McLaughlin (* 5. Juni 1851; † 3. Juli 1932) war ein US-amerikanischer Politiker. Zwischen 1895 und 1897 war er kommissarischer Vizegouverneur des Bundesstaates Michigan.

## Werdegang
Weder der Geburts- noch der Sterbeort von Joseph McLaughlin ist überliefert. Er studierte an der University of Michigan und machte dort 1879 seinen Abschluss als Jurist. Danach arbeitete er in der Immobilienbranche. Seit 1886 baute er die Niederlassung der Edison Company in Detroit auf. Politisch schloss er sich der Republikanischen Partei an. Er wurde Mitglied des Senats von Michigan und im Jahr 1895 als President Pro Tempore dessen amtierender Vorsitzender.
Nach dem Rücktritt von Vizegouverneur Alfred Milnes, der in das US-Repräsentantenhaus gewählt worden war, wurde McLaughlin entsprechend der Staatsverfassung kommissarischer Vizegouverneur seines Staates. Dieses Amt bekleidete er zwischen dem 1. Juni 1895 und dem 1. Januar 1897. Dabei war er Stellvertreter von Gouverneur John Tyler Rich und formaler Vorsitzender des Staatssenats.
Im Jahr 1906 zog Joseph McLaughlin nach Seattle im Staat Washington, wo er in der Immobilienbranche arbeitete. Er starb am 3. Juli 1932.